# داء ديركوم
داء ديركوم هي حالة نادرة تتميز بوجود أورام دهنية مؤلمة متعددة، تسمى الأورام الشحمية، والتي يمكن أن تنمو في أي مكان ضمن الطبقة الدهنية تحت الجلد بدءًا من فروة الرأس وصولًا إلى السطح الأخمصي للقدم. يُشار إلى هذا الداء أحيانًا باسم الشُحامة المؤلمة في الأدبيات الطبية، ويمكن اعتباره متلازمة (لأنه يترافق بعدد من المميزات والعلامات والأعراض يمكن كشفها سريريًا وتميزه وتميل إلى الحدوث معًا). في حين أن مصطلح الشحامة المؤلمة قد يكون صحيحًا، فإن مصطلح داء ديركوم أكثر استخدامًا.
يمكن أن يكون ظهور داء ديركوم سريعًا أو مُخاتلًا ومترقيًا، ويبدأ في أغلب الأحيان في العقد الثالث من العمر. تكون البدانة وزيادة الوزن السريعة شائعة في داء ديركوم، ويرافقها الإعياء المزمن والألم الذي لا يستجيب للمسكنات. غالبًا ما يكون الألم المرتبط بداء ديركوم شديدًا وقد ينتج عن ضغط الأورام الشحمية على الأعصاب القريبة أو النسيج الضام الملتهب، المُسمى أيضًا باللفافة، وهو أمر شائع في الأورام الشحمية.
لا يزال سبب داء ديركوم وآليته مجهولين. تشمل الأسباب المحتملة الوراثة (الوراثة الجسدية السائدة) والرضوض واختلال وظائف الجهاز العصبي والاضطرابات في الغدد الصماء واستقلاب الدهون، أو ربما يكون السبب أحد أمراض المناعة الذاتية. تحدث بعض حالات داء ديركوم لدى شخص أو أكثر في عائلة لديها داء الورام الشحمي المتعدد العائلي. على الرغم من أن الاستئصال الجراحي أو شفط الدهون يقلل من الألم، فإن النكس يحدث في 50% من الحالات. يصيب داء ديركوم بشكل رئيسي البالغين الذين تتراوح أعمارهم بين 35-50 سنة وتُصاب النساء به أكثر من الرجال.
وُصف الداء لأول مرة من قبل طبيب الأعصاب الأمريكي فرانسيس كزافييه ديركوم، الذي رأس عيادة الأعصاب بجامعة بنسيلفانيا وكان الطبيب الشخصي للرئيس وودرو ويلسون. نشر ورقتين بحثيتين عن المرض في 1888 و1892، واستخدم مصطلح «الشحامة المؤلمة». أُبلغ عن المرض أيضًا في فيلادلفيا من قبل الطبيب الأمريكي جيمس ميشتر أندرس (1854-1936) والطبيب البريطاني وكاتب السيرة الطبية في مستشفى غاي في لندن السير ويليام هيل وايت (1857-1949). اعتُبر داء ديركوم في الماضي مرادفًا للوذمة الشحمية، لكنه يُعتبر الآن حالة منفصلة. اعترفت به منظمة الصحة العالمية في المراجعة العاشرة للتصنيف الدولي للأمراض. أُدرج الداء أيضًا من قبل أورفانت والمنظمة الوطنية للاضطرابات النادرة.

## العلامات والأعراض
استُخدمت أربعة أعراض أساسية بوصفها المعايير التشخيصية:
- الأورام الشحمية الدهنية المؤلمة (الأورام الدهنية الحميدة) على امتداد الجسم
- البدانة، التي كثيرًا ما تحدث في سن انقطاع الطمث
- الضعف والتعب
- عدم الاستقرار العاطفي والاكتئاب والصرع والارتباك والخرف

تشمل العلامات المحتملة الأخرى للداء:
- سهولة الإصابة بالكدمات
- صعوبة في النوم
- مشاكل في الذاكرة
- ارتفاع معدل ضربات القلب
- صعوبة في التركيز
- آلام في المفاصل
- ضيق التنفس

نظرًا لصعوبة التمييز بين الأعراض الأساسية والأعراض التي تُعتبر علامات طفيفة في داء ديركوم، فمن غير الواضح أيها ينبغي أن يمثل المعايير التشخيصية. اقترح الباحثون «تعريفًا أدنى» يعتمد على الأعراض التي غالبًا ما تُصاحب داء ديركوم: 1) زيادة الوزن أو السمنة المعممة. 2) ألم مزمن في الأنسجة الدهنية. تشمل الأعراض المصاحبة لداء ديركوم البدانة والترسبات الدهنية وسهولة الإصابة بالكدمات واضطرابات النوم وضعف الذاكرة والاكتئاب وصعوبة التركيز والقلق وتسارع ضربات القلب وضيق التنفس والسكري والانتفاخ والإمساك والتعب والضعف وآلام المفاصل والعضلات. لم يُنشر سوى تقارير حالة فقط فيما يتعلق بالأعراض المصاحبة لداء ديركوم. لم تُجر أي دراسة تتضمن فحوصات طبية على مجموعة كبيرة من المرضى.

## المسببات
لا يوجد في الوقت الحالي أي عوامل مسببة معروفة لهذا المرض. تعمل بعض الدراسات الحالية على اقتراح بعض النظريات المتعلقة بمسببات المرض بما في ذلك التهاب النسج الدهنية، وخلل وظيفة الجهاز العصبي وخلل وظيفة جهاز الغدد الصماء. لم تنجح أي نظرية من النظريات المقترحة الحالية في إثبات صلاحيتها. نظرًا إلى شح المعلومات المتعلقة بمرض ديركوم، لا يوجد في الوقت الحالي أي طرق معروفة للوقاية.